# Bubas bison
Bubas bison är en skalbaggsart som beskrevs av Carl von Linné 1767. Bubas bison ingår i släktet Bubas och familjen bladhorningar. Inga underarter finns listade.

## Bildgalleri

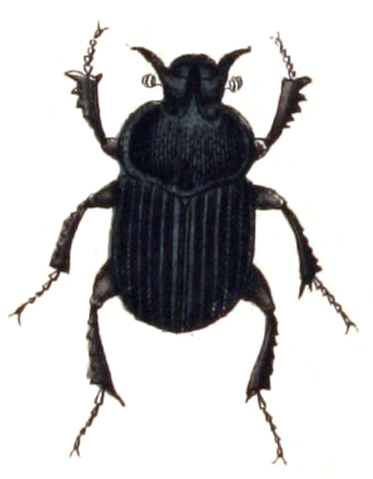